# الکسی ایوانف
الکسی ایوانف (انگلیسی: Oleksiy Ivanov؛ زادهٔ ۹ ژانویهٔ ۱۹۷۸) بازیکن فوتبال اهل اوکراین است.
از باشگاه‌هایی که در آن بازی کرده‌است می‌توان به باشگاه فوتبال تاوریا سیمفروپول، باشگاه فوتبال آرسنال کی‌یف، و باشگاه فوتبال کارپاتی لویو اشاره کرد.
وی همچنین در تیم ملی فوتبال اوکراین بازی کرده‌است.